# Bijuciszki
Bijuciszki (biał. Біюцішкі; ros. Биютишки) − wieś na Białorusi, w obwodzie grodzieńskim, w rejonie oszmiańskim, w sielsowiecie Boruny.

## Historia
W czasach zaborów wieś w gminie Holszany, w powiecie oszmiańskim, w guberni wileńskiej Imperium Rosyjskiego. W 1866 roku miała 45 dusz rewizyjnych w części należącej do dóbr Bijuciszki (Wojtkiewiczów) i 17 dusz rewizyjnych w części należącej do dóbr Świłówka (Zawadzkich). W 1905 roku liczyła 201 mieszkańców.
W latach 1921–1945 leżała w Polsce, w województwie wileńskim, w powiecie oszmiańskim, w gminie Holszany.
W 1931 w 42 domach zamieszkiwało 236 osób.
Wierni należeli do parafii rzymskokatolickiej w Borunach. Miejscowość podlegała pod Sąd Grodzki w Holszanach i Okręgowy w Wilnie; właściwy urząd pocztowy mieścił się w Borunach.